# Lena Adelsohn Liljeroth
Lena Adelsohn Liljeroth (24 de novembro de 1955) é uma política sueca, do Partido Moderado.

Nasceu em Spånga, na Suécia, no ano de 1955. É casada com Ulf Adelsohn, antigo líder do Partido Moderado. Trabalhou anteriormente como jornalista. Foi deputada no Parlamento Sueco - o Riksdag, entre 2002 e 2006. Foi Ministra da Cultura no Governo Reinfeldt II em 2006-2014.